# سد العال فاسی
سد العال فاسی (به فرانسوی: Allal al Fassi Dam) یک سد خاکی در مراکش است که در صفرو واقع شده‌است.